# Grega Žemlja
Grega Žemlja (ur. 29 września 1986 w Jesenicach) – słoweński tenisista, reprezentant kraju w Pucharze Davisa.

## Kariera tenisowa
Zawodowym tenisistą Žemlja był w latach 2004–2017. Oprócz zwycięstw w turniejach rangi ITF Men's Circuit ma w swoim dorobku sześć triumfów w zawodach serii ATP Challenger Tour. Dodatkowo, Słoweniec grał w jednym finale turnieju rangi ATP World Tour.
Od roku 2005 reprezentował Słowenię w Pucharze Davisa notując bilans trzydziestu trzech zwycięstw i trzydziestu jeden porażek.
Najwyżej sklasyfikowany w rankingu singlistów był na 43. miejscu 15 lipca 2013 roku.

### Finały w turniejach ATP World Tour
| Legenda                                      |
| -------------------------------------------- |
| Wielki Szlem                                 |
| Igrzyska olimpijskie                         |
| Tennis Masters Cup / ATP Finals              |
| ATP Masters Series / ATP Tour Masters 1000   |
| ATP International Series Gold / ATP Tour 500 |
| ATP International Series / ATP Tour 250      |

#### Gra pojedyncza (0–1)
| Końcowy wynik | Nr | Data                 | Turniej | Nawierzchnia  | Przeciwnik            | Wynik finału |
| ------------- | -- | -------------------- | ------- | ------------- | --------------------- | ------------ |
| Finalista     | 1. | 21 października 2012 | Wiedeń  | Twarda (hala) | Juan Martín del Potro | 5:7, 3:6     |